# Grande-Bretagne aux Jeux olympiques d'été de 1956
La Grande-Bretagne participe aux Jeux olympiques d'été de 1956 à Melbourne. Elle y remporte vingt-quatre médailles : six en or, sept en argent et onze en bronze, se situant à la huitième place des nations au tableau des médailles. La délégation britannique regroupe 189 sportifs.